# Richard Davidson
Richard (Richie) J. Davidson (ur. 12 grudnia 1951 w Brooklynie, Nowy Jork) – amerykański psycholog i psychiatra, neuronaukowiec związany z Uniwersytetem Wisconsin–Madison, dyrektor Laboratory for Affective Neuroscience i W.M. Keck Laboratory for Functional Brain Imaging and Behavior, założyciel i kierownik Center for Investigating Healthy Minds w Waisman Center, autor m.in. The Emotional Life of Your Brain, książki uznanej przez The New York Times za bestseller, m.in. na podstawie opinii zamieszczonych w Newsweek, Harvard Business Review, The Huffington Post (wersja polska: Życie emocjonalne mózgu).

## Życiorys

### Edukacja
Urodził się 12 grudnia 1951 roku w Brooklynie (NY). Tamże uczęszczał do publicznej szkoły średniej – Midwood High School. W tych latach pracował jako wolontariusz w Maimonides Medical Center (Summer Research Assistant, 1968–1971). W laboratorium specjalizującym się w elektrofizjologicznych badaniach snu i marzeń sennych (Sleep and Dream Research) zajmował się czyszczeniem elektrod, które są umieszczane na skórze głowy, klatki piersiowej i kończyn w celu obserwacji aktywności neurofizjologicznej badanego w czasie snu. Podobne elektrody stały się podstawowym narzędziem w jego późniejszej pracy zawodowej.
W roku 1968 rozpoczął studia w New York University. W czasie studiów był w latach 1971–1972 asystentem badawczym w zespole psychologii społecznej (współpracował z Judith Rodin). Zajmował się problemami powstawania obrazów mentalnych (zob. m.in. filozofia Berkeleya, David Hume, założenia empiryczne; funkcjonalne obrazowanie metodą rezonansu magnetycznego).
Po uzyskaniu w roku 1972 stopnia Bachelor of Arts studiował psychologię na Harvard University w Cambridge (Massachusetts), gdzie wykładali wówczas m.in. Gary Schwartz (ekspert w zakresie psychofizjologii) i Daniel Goleman, który niedawno wrócił z półtorarocznej podróży do Indii, zafascynowany technikami jogi i filozofią indyjską. Już w czasie pierwszego spotkania z Golemanem, będącego początkiem ich długotrwałej przyjaźni, Davidson uległ tej samej fascynacji.
W kolejnych latach jego naukowymi opiekunami byli m.in. Norman Geschwind, uznawany za pioniera neurologii behawioralnej (neurologiczne podstawy zachowania, pamięci, procesów poznawczych; psychologia poznawcza; leczenie zaburzeń i chorób neurologicznych) i Walle J.H. Nauta, amerykański neurobiolog i neurofizjolog z MIT (specjalista w dziedzinie anatomii mózgu) oraz David McClelland.

### Praca zawodowa
Po uzyskaniu licencjatu w roku 1972 zajmował w latach 1973–1985 stanowiska lub pełnił funkcje: 
- 1973–1976 – wykładowcy na Wydziale Psychologii i Stosunków Społecznych Harwardu
- 1976–1977 – pracownika naukowego w Brain Researche Laboratories (Medical College NY)
- 1976–1980 – adiunkta psychologii na Wydziale Psychologii Uniwersytetu Stanowego SUNY w Purchase
- 1977–1982 – konsultanta w Infant Laboratory na Wydziale Pediatrii Roosvwlt Hospital (badania neurobehawioralne dzieci o normalnej i niskiej wadze)
- 1980–1982 – konsultanta naukowego w National Institute of Aging, NIH (Laboratory Neurosciences, m.in. zastosowania PET)
- 1980–1985 – zastępcy profesora psychologii na Wydziale Psychologii SUNY w Purchase
- 1982–1985 – psychologa w New York State Psychiatric Researche Institute
- 1982–1985 – wykładowcy psychiatrii na Wydziale Psychiatrii College of Physicians and Surgeons Columbia University

Od roku 1984 pracuje w University of Wisconsin-Madison jako: 
- 1984–1986 – zastępca profesora psychologii
- 1984–… – członek Clinical and Human Psychophysiology Area Groups, dyrektor Laboratory of Affective Neuroscience
- 1986–… – członek Development Psychology Area Group
- 1986–1994 – kierownik Human Psychophysiology Area Group
- 1987–… – profesor psychologii i profesor psychiatrii School of Medicine
- 1993–… – William James Professor Psychology and Psychiatry
- 1995–… – Vilas Distinguished Professor Psychology and Psychiatry
- 1996–… – współzałożyciel i współdyrektor Healt Emotions Research Institute
- 2001–… – dyrektor Waisman Laboratory for Brain Imaging & Bahavior
- 2008–… – założyciel Center for Investigating Heatthy Minds w Waisman Center

## Zakres działalności zawodowej

### Działalność dydaktyczna
Prowadził zajęcia dydaktyczne w ramach kursów: 
Koncepcje i metody psychofizjologii; Biologiczne aspekty osobowości; Psychologia świadomości; Psychobiologia świadomości; Wstęp do psychologii; Psychologia osobowości; Metody psychofizjologii; Zaburzenia psychiczne; Interdyscyplinarny kurs kreatywności; Umysł i ciało w filozofii i psychologii (wspólnie z wykładowcą filozofii); Psychologia emocji (seminarium); Seminarium lateralizacji, emocji i psychopatologii; Seminarium neuropsychologii zaburzeń afektywnych; Praktyka neuropsychologii dziecięcej; Metody badawcze w psychologii klinicznej; Kognitywne i neuropsychologiczne aspekty depresji (wspólnie z Lyn Abramson); Metody i teorie w badaniach emocji.

R. Davidson opracowuje i wdraża (m.in. w ramach programu szkoleniowego Emotion Training Program) techniki opanowywania destrukcyjnych emocji, oparte na osiągnięciach neuronauki i doświadczeniach buddyzmu.
Doznawanie np. strachu wiąże się z aktywnością ciała migdałowatego, należącego do układu limbicznego. Rozwijanie się emocji zależy od zgrania tej aktywności z aktywnością hipokampa (dostosowanie działań do kontekstu sytuacyjnego) i ośrodków płata czołowego (np. planowanie).
Objaśnienia:
kolor czerwony – podwzgórze, zielony – ciało migdałowate, różowy – przysadka mózgowa, niebieski – hipokamp/sklepienie, złoty – most)

W pierwszych latach XXI wieku prowadził głównie seminaria specjalistyczne, m.in. na temat:
neurobiologii emocji pozytywnych, biologicznego podejścia do zaburzeń nastroju i stanów lękowych (seminarium kliniczne), neurobiologii rozwojowej i zaburzeń emocjonalnych, podstaw neuronaukowych i klinicznej praktyki afektów, uczenia się i pamięci, teorii i badań emocji, neurologii afektywnej (dla programu szkoleniowego Emotion Training Program), stanu normalnego i zaburzeń mózgu społecznego.

### Tematyka pracy naukowej
Badania laboratoryjne, które prowadzi R. Davidson wraz z zespołem, dotyczą przede wszystkim neuronowego podłoża emocji i zaburzeń afektywnych, w tym depresji i zaburzeń lękowych. Wykonywane są badania kory mózgu i ośrodków podkorowych mózgu osób dorosłych i małych dzieci – zdrowych oraz narażonych na wystąpienie zaburzeń. Stosowane są techniki EEG, PET i fMRI (obrazowanie, zob. też diagnostyka obrazowa, tomografia). Szczególna waga jest przywiązywana do prób wyjaśnienia interakcji pomiędzy korą przedczołową i ciałem migdałowatym w regulacji emocji osób z wymienionymi zaburzeniami i zdrowych.
Badania były realizowane w ramach licznych programów, finansowanych z różnych źródeł. Tematami pierwszych z nich, zrealizowanych w latach 1975–1979, były:
- Musical training and modes of cerebral dominance
- Sex differences in hemispheric organization and interaction
- Matching relaxation strategies to types of anxiety: A patterning approach

Na lata 2016–2018 przewidziano zakończenie następujących programów (rozpoczętych w latach 2003–2014):
- 2014–2018 – A Twin Study with Neuroimaging
- 2013–2018 – Early neurodevelopmental origins of anxiety
- 2011–2016 – Neural substrates of affective style and emotion regulation
- 2011–2016 – Integrative pathways to health and illness
- 2008–2018 – Wisconsin Center for the Neuroscience and Psychophysiology of Meditation
- 2006–2016 – Core Support
- 2003– 2018 – Training program in emotion research

Osiągnięciem Richarda Davidsona, które wzbudziło bardzo duże zainteresowanie, było wykazanie, że w doznawaniu emocji uczestniczy kora przedczołowa, uznawana wcześniej za ośrodek odpowiedzialny wyłącznie za racjonalność. Wykazano m.in. że występowanie emocji negatywnych wiąże się z aktywacją prawego płata czołowego. Do takich emocji należą np. smutek lub trzy buddyjskie „trucizny” – złość, pożądanie i złudzenia upośledzające postrzeganie świata. Występowanie skrajnie silnych emocji negatywnych, np. patologicznej wściekłości połączonej z agresją, może oznaczać równoczesne upośledzenie funkcjonowania płata czołowego i ciała migdałowatego, prowadzące do zaniku umiejętności przewidywania negatywnych skutków podejmowanych działań.
Efektem wielu lat badań stał się model ludzkiej emocjonalności, uwzględniający znaczenie kory przedczołowej, w którym wyróżnia się sześć wymiarów „stylu emocjonalnego”: 
- odporność, określającą jak łatwo dana osoba traci równowagę psychiczną i jak szybko ją odzyskuje (cecha zależna od połączenia między korą przedczołową i ciałem migdałowatym)
- nastawienie, określające jak długo osoba utrzymuje pozytywne emocje (cecha zależna od poziomu aktywności w prążkowiu brzusznym, ventral striatum, stanowiącym część układu nagrody)
- intuicję społeczną, zależną od oddziaływań między ciałem migdałowatym i fusiform regions (zob. zakręt wrzecionowaty, gyrus fusiformis, aktywny w procesie rozpoznawania twarzy i ich emocjonalnego wyrazu)
- samoświadomość, wyrażaną jako umiejętność dostrzegania w swoim w organizmie fizycznych doznań, sygnalizujących emocje, związaną ze zdolnością wyspy do interpretowania sygnałów z ciała i narządów
- wrażliwość na kontekst, określana jako zdolność dostosowywania swoich emocjonalnych reakcji do sytuacji (otoczenia), zależna od poziomu aktywności w hipokampie
- uwagę, stopień jej ostrości i siły skupienia zależny od kory przedczołowej

Dla każdego z wymienionych wymiarów określa się skrajne bieguny i pośrednie wartości nasilenia cechy. Kombinacje tak określonych sześciu wartości składają się na „emocjonalne portrety” ludzi, które są niemal niepowtarzalne. Ze względu na plastyczność mózgu są one podatne na zmiany pod wpływem życiowych doświadczeń (również celowo prowadzonych ćwiczeń).

## Publikacje
Artykuły naukowe, rozdziały w książkach, prace przeglądowe
Treść artykułów naukowych oraz innych – bardzo licznych – prac autorstwa R. Davidsona i jego współpracowników, takich jak rozdziały w książkach i prace przeglądowe, krótkie komunikaty naukowe oraz prezentacje na konferencjach naukowych, ilustruje poniższe zestawienie tytułów publikacji wydanych w roku 2015: 

- R.J. Brooker, R.J. Davidson, H.H. Goldsmith, Maternal negative affect in infancy is linked to disrupted patterns of change in cortisol and alpha asymmetry across contexts during childhood
- R.J. Brooker, R.A. Phelps, R.J. Davidson, H.H. Goldsmith, Context differences in delta beta coupling are associated with neuroendocrine reactivity in infants
- J.Z.K. Caldwell, J.M. Armstrong, J.L. Hanson, M.J. Sutterer, D.E. Stodola, M. Koenigs, N.H. Kalin, M.J. Essex, R.J. Davidson, Preschool externalizing behavior predicts gender-specific variation in adolescent neural structure
- C.J. Dahl, A. Lutz, R.J. Davidson, Reconstructing and deconstructing the self: Cognitive mechanisms in meditation practice
- R.J. Davidson, Comment: Affective chronometry has come of age
- R.J. Davidson, A. Kaszniak, Conceptual and methodological issues in research on mindfulness and meditation
- R.J. Davidson, B.S. Schuyler, Neuroscience of happiness
- R.J. Davidson, Behavioral interventions produce robust beneficial biological alterations
- L. Flook, S.B. Goldberg, L.J. Pinger, R.J. Davidson, Promoting prosocial behavior and self-regulatory skills in preschool children through a mindfulness-based kindness curriculum
- A.S. Fox, J.A. Oler, A.J. Shackman, S.E. Shelton, M. Raveendran, D.R. McKay, A.K. Converse, A.L. Alexander, R.J. Davidson, J. Blangero, J. Rogers, N.H. Kalin, Intergenerational neural mediators of early-life anxious temperament
- J.L. Hanson, B.M. Nacewicz, M.J. Sutterer, A.A. Cayo, S.M. Schaefer, K.D. Rudolph, E.A. Shirtcliff, S.D. Pollak, R.J. Davidson, Behavior problems after early life stress: Contributions of the hippocampus and amygdala
- A.S. Heller, A.S. Fox, E.K. Wing, K.M. McQuisition, N.J. Vack, R.J. Davidson, The neurodynamics of affect in the laboratory predicts persistence of real-world emotional responses
- A.P. Hosseinbor, M.K. Chung, C.G. Koay, S.M. Schaefer, C.M. van Reekum, L.P. Schmitz, M. Sutterer, A.L. Alexander, R.J. Davidson, 4D hyperspherical harmonic (HyperSPHARM) representation of surface anatomy: A holistic treatment of multiple disconnected anatomical structures
- S.S. Khalsa, D. Rudrauf, R.J. Davidson, D. Tranel, The effect of meditation on regulation of internal body states
- S.N. Light, Z.D. Moran, L. Swander, V. Le, B. Cage, C. Burghy, C. Westbrook, L. Greishar, R.J. Davidson, Electromyographically assessed empathic concern and empathic happiness predict increased prosocial behavior in adults
- J.A. Richey, C.R. Damiano, A. Sabatino, A. Rittenberg, C. Petty, J. Bizzell, J. Voyvodic, A. Heller, M.C. Coffman, M. Smoski, R.J. Davidson, G.S. Dichter, Neural mechanisms of emotion regulation in autism spectrum disorder
- T.V. Salomons, R. Nusslock, A. Detloff, T. Johnstone, R.J. Davidson, Neural emotion regulation circuitry underlying anxiolytic effects of perceived control over pain
- H.Y. Weng, A.S. Fox, H.C. Hessenthaler, D.E. Stodola, R.J. Davidson, The role of compassion in altruistic helping and punishment behavior
- L.E. Williams, J.A. Oler, A.S. Fox, D.R. McFarlin, G.M. Rogers, M.A.L. Jesson, R.J. Davidson, D.S. Pine, N.H. Kalin, Fear of the unknown: Uncertain anticipation reveals amygdala alterations in childhood anxiety disorders

Wybrane artykuły z lat 2004–2005
- R.J. Davidson, Gaze fixation and the neural circuitry of face processing in autism (2005)[43]
- A. Lutz, L.L. Greischar, N.B. Rawlings, M. Ricard, R.J. Davidson, Long-term meditators self-induce high-amplitude gamma synchrony during mental practice (2004)[44]
- R.J. Davidson, Well-being and affective style: neural substrates and biobehavioural correlates (2004)[45]

Książki
- R.J. Davidson, S. Begley, The Emotional Life of Your Brain: How Its Unique Patterns Affect the Way You Think, Feel, and Live - and How You Can Change Them, New York, NY: Hudson Street Press (2012)
- J. Kabat-Zinn, R.J. Davidson (red.), The mind's own physician: A scientific dialogue with the Dalai Lama on the healing power of meditation, Oakland, CA: New Harbinger Publications (2012)
- S.N. Light, C. Zahn-Waxler, Nature and forms of empathy in the first years of life, W: J. Decety (red.), Empathy: from bench to bedside, Cambridge, MA: MIT Press (2011)
- P. Ekman, J. Campos, R.J. Davidson, F.B.M. De Waal (red.), Emotions inside out: 130 years after Darwin's The Expression of the Emotions in Man and Animals, Annals of the New York Academy of Sciences Vol. 1000 New York (2003)
- R.J. Davidson, H.H. Goldsmith, K. Scherer (red.), Handbook of Affective Science, New York: Oxford University Press (2003)
- K. Hugdahl, R.J. Davidson (red.), Brain asymmetry II, Cambridge, MA: MIT Press (2003)
- J.T. Cacioppo, G.G. Berntson, R. Adolphs, C.S. Carter, R.J. Davidson, M.K. McClintock, B.S. McEwen, M.J. Meaney, D.L. Schacter, E.M. Sternberg, S.S. Suomi, S.E. Taylor, Foundations in Social Neuroscience, Cambridge, MA: MIT Press (2002)
- R.J. Davidson, A. Harrington (red.), Visions of Compassion: Western Scientists and Tibetan Buddhists Examine Human Nature, New York: Oxford University Press (2002)
- R.J. Davidson (red.), Anxiety Depression and Emotion: The First Wisconsin Symposium on Emotion, New York: Oxford University Press (2000)
- R.J. Davidson, K. Hugdahl (red.), Brain Asymmetry, Cambridge, MA: MIT Press (1995)
- P. Ekman, R.J. Davidson (red.), The Nature of Emotion: Fundamental Questions, New York: Oxford University Press (1994)
- R.J. Davidson, G.E. Schwartz, D. Shapiro (red.), Consciousness and Self- Regulation, Volu. 4, New York: Plenum (1986)
- N.A. Fox, R.J. Davidson (red.), The Psychobiology of Affective Development, Hillsdale N.J.: Erlbaum (1984)
- R.J. Davidson, G.E. Schwartz, D. Shapiro (red.), Consciousness and Self- Regulation, Vol. 3, New York: Plenum Press (1983)
- J.M. Davidson., R.J. Davidson (red.), The Psychobiology of Consciousness, New York: Plenum Press (1980)
- D.J. Goleman, R.J. Davidson (red.), Consciousness, New York: Harper and Row (1978)

## Członkostwo stowarzyszeń naukowych
Jest członkiem:

- American Psychological Association
- American Association for the Advancement Science (2011–2013 – szef Sekcji Psychologii)
- Society for Psychophysiological Research
- New York Academy of Sciences
- International Neuropsychological Society
- American Psychosomatic Society
- Society for Biological Psychiatry
- International Society for Research on Emotion (członek założyciel)
- Society for Research in Child Development
- American Psychopathological Assotiation
- Society for Research in Psychopathology
- American Psychological Society
- Academy of Behavioral Medicine Research
- Society for Neuroscience

## Popularyzacja nauki, umacnianie więzi między dyscyplinami nauki i kulturami

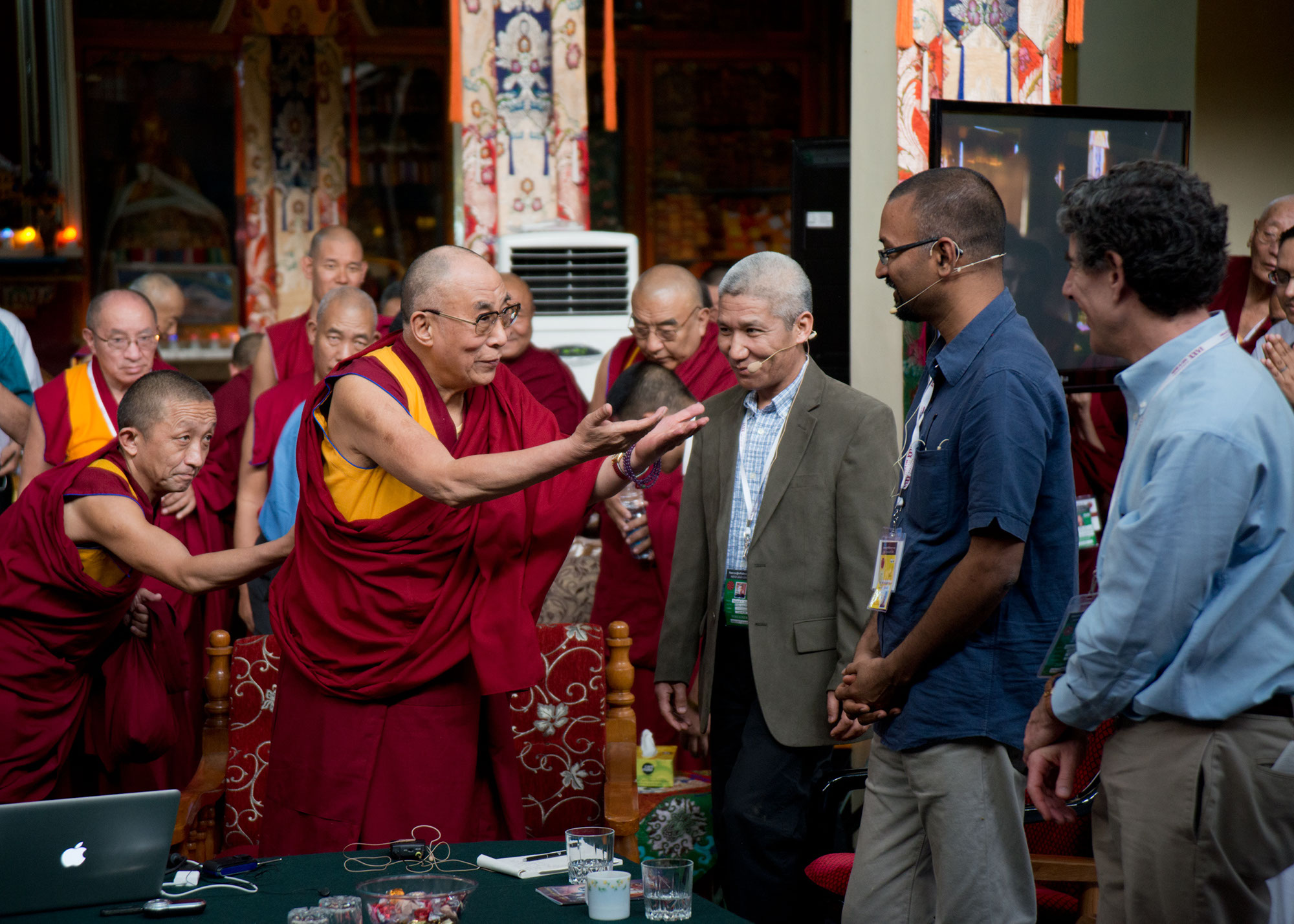
Uczestnicy Mind and Life Conference on Craving, Desire and Addiction (zob. Mind and Life Institute), Dharamsala 2013

Richard Davidson jest aktywnym popularyzatorem swojej gałęzi wiedzy. Corocznie bierze udział w licznych seminariach, konferencjach i innych spotkaniach, wygłaszając zamawiane prelekcje i biorąc udział w dyskusjach. Działaniem o najszerszym zasięgu oddziaływania jest uczestnictwo w  Konferencjach Mind & Life – debatach wybitnych  neurofizjologów, neurobiologów, filozofów i innych naukowców z przedstawicielami różnych szkół buddyzmu. Konferencje są organizowane od roku 1987 z udziałem i przy wsparciu Dalajlamy XIV (historia powstania Mind and Life Institute). Mają formę debat prowadzonych z jego czynnym udziałem. Publikowane są szczegółowe sprawozdania z tych debat, tj. książka Emocje destrukcyjna D. Golemana, będąca obszerną relacją z debaty przeprowadzonej w roku 2000. R. Davidson uczestniczył w niej jako prelegent i aktywny dyskutant .
W toku dyskusji pojawiła się w grupie uczestników determinacja do uruchomienia nowego programu szkoleń umiejętności emocjonalnych, wykorzystującego – poza znanymi psychologicznymi technikami doskonalenia umiejętności interpersonalnych (zob. komunikacja interpersonalna, psychoterapia) – techniki pochodzące z buddyzmu. Popierając tę inicjatywę Paul Ekman powiedział m.in. że w czasie kilku godzin dyskusji „zaraził się optymizmem od Richiego”. Mówił m.in.: 

Wierzę teraz, że jeśli podejmiemy poważny wysiłek, to uda się nam doprowadzić do zmiany w ludzkich postawach.  Potem możemy nie sprostać zapotrzebowaniu, bo jest głód […] wiedzy o tym, jak można zmienić swoje życie wewnętrzne i jak postępować z innymi. […] Pragnę byśmy przeznaczyli sporą część naszego spotkania na opracowanie konkretnego, szczegółowego planu lekcji. Cały czas powtarzam, że powinien to być plan zajęć dla dorosłych, częściowo dlatego, że sam jestem dorosły, a częściowo dlatego, że to właśnie dorośli posiadający władzę podejmują często złe decyzje i dopuszczają się okrucieństw.

Prelekcje R. Davidsona są również publikowane w ogólnie dostępnych serwisach internetowych, takich jak Google Tech Talk (np. wykład Transform Your Mind, Change Your Brain, 2009). Idea szkoleń umiejętności opanowywania negatywnych emocji jest popularyzowana również przez innych przedstawicieli międzynarodowego grona pomysłodawców i realizatorów, m.in. przez M. Ricarda.

## Wyróżnienia
Otrzymał m.in.:

- National Institute of Mental Health Research Scientist Award
- MERIT Award from NIMH
- Established Investigator Award od National Alliance for Research in Schizophrenia and Affective Disorders (NARSAD)
- Distinguished Investigator Award od NARSAD
- William James Fellow Award od American Psychological Society
- Hilldale Award od University of Wisconsin-Madison
- Distinguished Scientific Contribution Award 2000 od American Psychological Association
- Mani Bhaumik Award od UCLA
- NYU College of Arts and Science Alumni Achievement Award
- Paul D. MacLean Award za wybitne osiągnięcia w medycynie psychosomatycznej
- EXTRA MILE Award od Madison Rainbow Project za wyjątkową pomoc dzieciom i rodzinom w leczeniu traumy

Został wybrany m.in. do:
- 2003 – American Academy of Arts and Sciences
- 2004 – Wisconsin Academy of Sciences, Arts and Letters

W roku 2006 został wliczony przez Time Magazine do grona 100 najbardziej wpływowych ludzi na świecie, a w roku 2007 Madison Magazine nadał mu tytuł Person of the Year. Uczestniczy w pracach Naukowego Komitetu Doradczego w Max Planck Institute for Human Cognitive and Brain Sciences w Lipsku. Jest członkiem Global Agenda Council on Mental Health w World Economic Forum (2014–2016).